# Principi d'invariància de LaSalle
El principi d'invariància de LaSalle (també conegut com el principi d'invariància, el principi de Barbaixin-Krassovski-LaSalle, o el principi de Krassovski-LaSalle) és un criteri per a l'estabilitat asimptòtica d'un sistema dinàmic autònom (possiblement no lineal).

## Versió global
Suposi's un sistema representat per
{\displaystyle {\dot {\mathbf {x} }}=f\left(\mathbf {x} \right)}
on {\displaystyle \mathbf {x} } és el vector de variables, amb
{\displaystyle f\left(\mathbf {0} \right)=\mathbf {0} .}
Si es pot trobar una funció {\displaystyle C^{1}}(és a dir, diferenciable) {\displaystyle V(\mathbf {x} )} tal que
{\displaystyle {\dot {V}}(\mathbf {x} )\leq 0} per tot {\displaystyle \mathbf {x} } (semi-definida negativa),
llavors el conjunt de punts d'acumulació de qualsevol trajectòria es troba contingut dins de {\displaystyle {\mathcal {I}}} on {\displaystyle {\mathcal {I}}} és la unió de trajectòries completes contingudes completament en el conjunt {\displaystyle \{\mathbf {x} :{\dot {V}}(\mathbf {x} )=0\}}.
Si, a més, es té que la funció {\displaystyle V} és definida positiva, és a dir
{\displaystyle V(\mathbf {x} )>0}, per tot {\displaystyle \mathbf {x} \neq \mathbf {0} }
{\displaystyle V(\mathbf {0} )=0}
i si {\displaystyle {\mathcal {I}}} no conté cap trajectòria del sistema excepte la trajectòria trivial {\displaystyle \mathbf {x} (t)=\mathbf {0} } per {\displaystyle t\geq 0}, llavors l'origen és asimptòticament estable.
A més, si {\displaystyle V} és fitat radialment, és a dir, si 
{\displaystyle V(\mathbf {x} )\to \infty }, a mesura que {\displaystyle \Vert \mathbf {x} \Vert \to \infty }
llavors l'origen és globalment asimptòticament estable.

## Versió local
Si
{\displaystyle V(\mathbf {x} )>0}, quan {\displaystyle \mathbf {x} \neq \mathbf {0} }
{\displaystyle {\dot {V}}(\mathbf {x} )\leq 0}
és vàlid per {\displaystyle \mathbf {x} } en algun veïnat {\displaystyle D} de l'origen, i el conjunt
{\displaystyle \{{\dot {V}}(\mathbf {x} )=0\}\cap D}
no conté cap trajectòria del sistema més enllà de la trajectòria {\displaystyle \mathbf {x} (t)=\mathbf {0} ,t\geq 0}, llavors la versió local del principi d'invariància afirma que l'origen és localment asimptòticament estable.

## Relació amb la teoria de Liapunov
Si {\displaystyle {\dot {V}}(\mathbf {x} )} és una funció negativa, l'estabilitat asimptòtica global de l'origen és una conseqüència del segon teorema de Liapunov. El principi d'invariància dona un criteri per a l'estabilitat asimptòtica en el cas que {\displaystyle {\dot {V}}(\mathbf {x} )} és només no positiva.

## Exemple: el pèndol amb fricció
En aquesta secció s'aplicarà el principi d'invariància per establir l'estabilitat asimptòtica local d'un sistema simple, el pèndol amb fricció. Es pot modelar el sistema amb l'equació diferencial 
{\displaystyle ml{\ddot {\theta }}=-mg\sin \theta -kl{\dot {\theta }}}
on {\displaystyle \theta } és l'angle que el pèndol fa amb la normal vertical, {\displaystyle m} és la massa del pèndol, {\displaystyle l} és la longitud del pèndol, {\displaystyle k} és el coeficient de fricció, i {\displaystyle g} és l'acceleració deguda a la gravetat.
Així mateix, això es pot escriure com el sistema d'equacions
{\displaystyle {\dot {x}}_{1}=x_{2}}
{\displaystyle {\dot {x}}_{2}=-{\frac {g}{l}}\sin x_{1}-{\frac {k}{m}}x_{2}}
Utilitzant el principi d'invariància, es pot demostrar que totes les trajectòries que pertanyen a una bola d'una certa mida al voltant de l'origen {\displaystyle x_{1}=x_{2}=0} convergeixen asimptòticament a l'origen. Es defineix {\displaystyle V(x_{1},x_{2})} com
{\displaystyle V(x_{1},x_{2})={\frac {g}{l}}(1-\cos x_{1})+{\frac {1}{2}}x_{2}^{2}}
Aquesta funció {\displaystyle V(x_{1},x_{2})} és simplement l'energia escalada del sistema . Clarament, {\displaystyle V(x_{1},x_{2})} és definida positiva en la bola oberta de radi {\displaystyle \pi } al voltant de l'origen. Calculant la derivada,
{\displaystyle {\dot {V}}(x_{1},x_{2})={\frac {g}{l}}\sin x_{1}{\dot {x}}_{1}+x_{2}{\dot {x}}_{2}=-{\frac {k}{m}}x_{2}^{2}}
S'observa que {\displaystyle V(0)={\dot {V}}(0)=0}. Si fos veritat que {\displaystyle {\dot {V}}<0}, es podria concloure que tota trajectòria s'apropa a l'origen pel segon teorema de Liapunov. Malauradament, {\displaystyle {\dot {V}}\leq 0} i {\displaystyle {\dot {V}}} és només semi-definida negativa ja que {\displaystyle x_{1}} pot no ser zero quan {\displaystyle {\dot {V}}=0}. Tanmateix, el conjunt
{\displaystyle S=\{(x_{1},x_{2})|{\dot {V}}(x_{1},x_{2})=0\}}
que és simplement el conjunt
{\displaystyle S=\{(x_{1},x_{2})|x_{2}=0\}}
no conté cap trajectòria del sistema, excepte de la trajectòria trivial x = 0. En efecte, si en algun instant de temps {\displaystyle t}, {\displaystyle x_{2}(t)=0}, llavors com que {\displaystyle x_{1}} ha de ser menor que {\displaystyle \pi } lluny de l'origen, {\displaystyle \sin x_{1}\neq 0} i {\displaystyle {\dot {x}}_{2}(t)\neq 0}. Com a resultat, la trajectòria no es romandrà en el conjunt {\displaystyle S}.
Se satisfan totes les condicions de la versió local del principi d'invariància i es pot concloure que tota trajectòria que comenci en algun veïnat de l'origen convergirà a l'origen a mesura que {\displaystyle t\rightarrow \infty }.
1. REDIRECCIÓ Nom de la pàgina destinació

## Història
El resultat general va ser descobert independentment per Joseph P. LaSalle i per Nikolai Krassovski, que van publicar-lo l'any 1960 i 1959 respectivament. Així com LaSalle va ser el primer autor occidental a publicar el teorema general l'any 1960, un cas especial del teorema va ser anunciat l'any 1952 per Barbaixin i Krassovski, seguit per una publicació del resultat general l'any 1959.

## Articles originals
- LaSalle, J.P. Some extensions of Liapunov's second method, IRE Transactions on Circuit Theory, CT-7, pp. 520–527, 1960. (PDF Arxivat 2019-04-30 a Wayback Machine.)
- Barbashin, E. A.; Nikolai N. Krassovski (en rus) Doklady Akademii Nauk SSSR, 86, 1952, pàg. 453–456.
- Krassovskii, N. N. Problems of the Theory of Stability of Motion, (Russian), 1959. English translation: Stanford University Press, Stanford, CA, 1963.